# روس تشايلدريس
روس تشايلدريس (بالإنجليزية: Ross Childress)‏ هو عازف قيثارة ومغني وكاتب أغاني وشاعر أمريكي، ولد في 8 سبتمبر 1971 في ستوكبريدج في الولايات المتحدة.

## وصلات خارجية
- الموقع الرسمي
- روس تشايلدريس على موقع ميوزك برينز (الإنجليزية)
- روس تشايلدريس على موقع ديسكوغز (الإنجليزية)